# Holo-enzym
Een holo-enzym is het actieve complex van een enzym, gebonden aan zijn eventuele co-enzym(en) en metaal-ion(en). Een holo-enzym wordt vaak verward met een enzym. Het deel van het holo-enzym dat van eiwit is gemaakt, heet apo-enzym of apoproteïne. 
Voorbeeld van een holo-enzym is RNA-polymerase.
De som die hierbij hoort: holo-enzym = apo-enzym + cofactor.
Het apo-enzym is het eiwitdeel. De cofactor kan anorganisch (bv. metaalion) of organisch zijn (co-enzym).